# 2008-as Tour of Qatar
A 2008-as Tour of Qatar volt a 7. katari kerékpárverseny. Január 27. és február 1. között került megrendezésre, össztávja 712,5 kilométer volt. Végső győztes a belga Tom Boonen lett, megelőzve a holland Steven de Jongh-ot és a szintén belga Greg Van Avermaet-et.

## Szakaszok
| Szakasz | Dátum      | Rajt              | Cél              | km    | Szakaszgyőztes        | Összetettben vezető |
| ------- | ---------- | ----------------- | ---------------- | ----- | --------------------- | ------------------- |
| 1.      | Január 27. | Doha              | (csapatverseny)  | 6     | Quick Step-Innergetic | Matteo Tosatto      |
| 2.      | Január 28. | Al Zubarah        | Doha Golf Club   | 137,5 | Tom Boonen            | Tom Boonen          |
| 3.      | Január 29. | Camel Stage Track | Qatar Foundation | 147,5 | Tom Boonen            | Tom Boonen          |
| 4.      | Január 30. | Khalifa Stadium   | Al Khor Corniche | 131,5 | Alberto Loddo         | Tom Boonen          |
| 5.      | Január 31. | Al Khor Academy   | Al Khor Corniche | 170   | Danilo Napolitano     | Tom Boonen          |
| 6.      | Február 1. | Al Wakra          | Doha Corniche    | 120   | Tom Boonen            | Tom Boonen          |

## Végeredmény
|    | Versenyző          | Idő          |
| -- | ------------------ | ------------ |
| 1  | Tom Boonen         | 15 óra 27:44 |
| 2  | Steven de Jongh    | + 0:27       |
| 3  | Greg Van Avermaet  | + 0:40       |
| 4  | Christopher Sutton | + 0:46       |
| 5  | Jurgen Roelandts   | + 0:50       |
| 6  | Alexandre Pichot   | + 1:10       |
| 7  | Maarten Tjallingii | + 1:12       |
| 8  | Alberto Loddo      | + 1:22       |
| 9  | Wilfried Cretskens | + 1:31       |
| 10 | Sebastian Siedler  | + 1:41       |